# Кървава сватба
 Тази статия е за пиесата и обичая.  За филма вижте Кървава сватба (филм).  
„Кървава сватба“ (на испански: Bodas de sangre) е пиеса от испанския поет и драматург Федерико Гарсия Лорка. Написана е през 1932 г. и за пръв път е поставена през следващата година.
Това е първата част на земеделската трилогия от трагедии на Гарсия Лорка, като втора и трета са пиесите „Йерма“ и „Домът на Бернарда Алба“.